# George Petchey
George Petchey (Whitechapel, 24 giugno 1931 – 23 dicembre 2019) è stato un calciatore e allenatore di calcio inglese, di ruolo ala.

## Caratteristiche tecniche

### Giocatore
Era un'ala sinistra.

## Carriera

### Giocatore
Dopo aver giocato nelle giovanili del West Ham Utd, esordisce in prima squadra nella stagione 1952-1953, nella quale disputa 2 partite nel campionato di Second Division. Passa quindi al QPR, con cui tra il 1953 ed il 1960 gioca sette stagioni consecutive nella terza divisione inglese, campionato in cui gioca complessivamente 255 partite e segna 22 reti. Dal 1960 al 1964 è invece nella rosa del Crystal Palace, con cui conquista due promozioni in quattro anni (dalla quarta alla seconda divisione), segnando 12 reti in 143 presenze.

### Allenatore
Dal 1971 al 1977 ha allenato il Leyton Orient, nella seconda divisione inglese; nella sua prima stagione il club londinese termina il campionato al diciassettesimo posto in classifica, mentre negli anni seguenti si piazza sempre a metà classifica, ad eccezione del campionato 1973-1974, concluso al quarto posto ad un solo punto di distacco dal Carlisle Utd terzo e promosso in prima divisione; nella Second Division 1976-1977, invece, il Leyton Orient arriva alla pari con Cardiff City e Carlisle, con quest'ultimo club che retrocede a causa della peggior differenza reti: si tratta comunque dell'ultima stagione di Petchey nel club. Dal gennaio del 1978 al novembre del 1980 ha invece allenato il Millwall, in terza divisione.
In seguito, ha lavorato come scout prima per il Newcastle Utd e poi per l'Ipswich Town, mentre dal 1999 al 2004 è stato vice di Bobby Robson al Newcastle.